# Boom Beach
Boom Beach is een gratis strategiespel, ontwikkeld en uitgebracht door Supercell. Het is beschikbaar voor het platform iOS, aangeboden via de App Store van Apple en voor Android, aangeboden op Google Play. Het spel werd in eerste instantie op 11 november 2013 uitgebracht in Canada om te zien of het aansloeg en daarna op 26 maart 2014 wereldwijd. Het was een toptienspel in 22 landen.

## Gameplay
Boom Beach is een strategiespel dat aanvallen op andere spelers combineert met aanslagen tegen bases. Het verhaal speelt zich af in een tropische archipel en de speler bewoont een eiland met verdedigingswerken en troepen (vergelijkbaar met de gameplay van Clash of Clans). 
Boom Beach omvat singleplayer-campagnespelen, evenals de mogelijkheid om andere spelers aan te vallen in de multiplayermodus.

### Troepen
Met goud kan de speler troepen trainen en vervolgens inzetten bij een aanval. Er zijn een aantal troepen waaronder: infanteristen, commando's, zooka's, krijgers, tanks, hospiks, grenadiers, brandstichters, bombardiers, artillerie, lichtkogels, EHBO-trommels, schokbommen, spervuur, rookgordijnen, creaturen.

### Gebouwen
Spelers kunnen hun basis opbouwen door het upgraden van hun verdedigingswerken en andere gebouwen met bepaalde grondstoffen: goud, hout, steen en ijzer. 
Om grondstoffen te verdienen dient de speler economische gebouwen en opslagen te bouwen. 
- Goud: huizen en goudopslagen
- Hout: houtzagerijen en houtopslagen
- Steen: steengroeves en steenopslagen
- IJzer: ijzermijnen en ijzeropslagen

Om het eiland te verdedigen moet de speler ook verdedigingswerken bouwen: sluipschuttertorens, machinegeweren, mortieren, kanonnen, vlammenwerpers, boom-kanonnen, raketwerpers, schokbomwerpers, landmijnen en boom-mijnen. Overige gebouwen zijn: een kluis, een kanonneerboot, landingsvaartuigen, een wapenlab, een radarstation, een wapenmagazijn, een beeldhouwer, een duikboot en ten slotte het belangrijkste gebouw, het hoofdkwartier (geeft toegang tot meer gebouwen en hogere niveaus voor bestaande gebouwen)

### Diamanten
Afgezien van goud, hout, steen en ijzer maakt het spel ook gebruik van diamanten als munteenheid. Diamanten kunnen worden verkregen door het bereiken van bepaalde mijlpalen en voor bepaalde wapenfeiten, maar de belangrijkste manier om diamanten te vergaren is ze te kopen met echt geld. Diamanten kunnen worden gebruikt om bepaalde spelonderdelen sneller te maken en om er gebouwen mee te bouwen dan wel upgraden die niet kunnen worden betaald met grondstoffen. Ze kunnen ook worden gebruikt om meer goud, hout, steen en/of ijzer aan te schaffen.